# Ranger 8

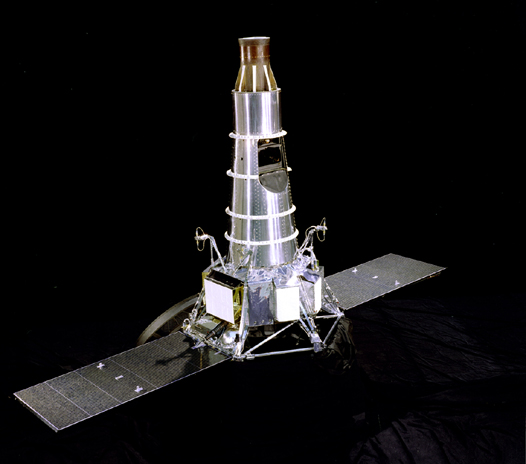
A sonda Ranger 8.

A Ranger 8, foi a oitava sonda do Programa Ranger. Lançada em 17 de fevereiro de 1965, com o objetivo principal de transmitir imagens detalhadas da superfície lunar antes do impacto. 
Esta missão fazia parte de uma série de sondas destinadas a coletar dados e imagens para auxiliar no planejamento das futuras missões tripuladas à Lua.
A sonda foi equipada com seis câmeras de TV do tipo VIDCON, incluindo duas câmeras de grande angular e quatro câmeras de ângulo padrão. Essa configuração permitiu à Ranger 8 capturar uma grande quantidade de fotos de alta resolução, que foram cruciais para o mapeamento e a seleção de locais de pouso para as missões Apollo.

## Lançamento e Trajetória
A Ranger 8 foi lançada por um veículo lançador composto por um Atlas 196D e um Agena B 6006. Inicialmente, a sonda entrou em uma órbita de espera a uma altitude de 185 km. Após essa fase, seguiu em uma trajetória de Injeção translunar, direcionada para a Lua. O lançamento foi um sucesso, e a sonda seguiu sua trajetória sem incidentes significativos.

## Impacto e Coleta de Dados
A Ranger 8 atingiu a superfície lunar em 20 de fevereiro de 1965, após uma viagem de três dias. Durante os últimos 23 minutos de voo, a sonda transmitiu 7.137 fotos de excelente qualidade. Essas imagens forneceram informações detalhadas sobre a superfície lunar, especialmente sobre o Mar da Tranquilidade, que posteriormente seria o local de pouso da Apollo 11.
As fotos tiradas pela Ranger 8 ajudaram a identificar características geológicas e topográficas da Lua, permitindo aos cientistas e engenheiros escolherem com maior precisão os locais seguros para os pousos das futuras missões tripuladas.

## Impacto e Legado
Embora a missão da Ranger 8 tenha terminado com seu impacto na Lua, seu legado perdura. As imagens e dados coletados foram fundamentais para o sucesso do Programa Apollo, especialmente na escolha do Mar da Tranquilidade como local de pouso para a Apollo 11. A missão demonstrou a viabilidade de obter imagens detalhadas da superfície lunar, contribuindo significativamente para o conhecimento científico sobre a Lua.
1. ↑  «Ranger 8 - NASA Science». science.nasa.gov (em inglês). Consultado em 1 de novembro de 2024
2. 1 2  «Ranger 8». NASA Jet Propulsion Laboratory (JPL) (em inglês). Consultado em 1 de novembro de 2024
3. ↑  «The Mission of Ranger 8». Drew Ex Machina (em inglês). 17 de fevereiro de 2015. Consultado em 1 de novembro de 2024